# Mellan Finnartjärnen
Mellan Finnartjärnen är en sjö i Norbergs kommun i Västmanland och ingår i Norrströms huvudavrinningsområde.